# 岐阜県立益田高等学校
岐阜県立益田高等学校（ぎふけんりつましたこうとうがっこう）とは、かつて岐阜県下呂市にあった公立の高等学校。

## 概要
2005年（平成17年）に岐阜県立益田南高等学校と統合し、岐阜県立益田清風高等学校の新設により廃校。校舎は益田清風高等学校萩原校舎となった後、完全統合により益田清風高等学校の校舎となっている。
校章はアルファベットのM・H・S（Mashita High Schoolの頭文字）を一筆書きで曲線的に組み合わせたような、特徴的なものであった（外部リンクのアーカイブを参照）。1949年（昭和24年）に5案ほどの中から生徒の投票で選ばれた。校章を一筆書きで表現することについては、統合後の益田清風高等学校にも受け継がれている。

## 沿革
- 1922年（大正11年）1月 - 益田郡会で、実業学校設立の意見書を議決する。
- 1923年（大正12年）1月21日 - 郡内十一ヶ村[注釈 1]学校組合を設立。
- 1924年（大正13年）
  - 2月７日 - 益田農林学校の設置を認可。
  - 4月12日 - 開校。萩原町役場を仮校舎とする。
  - 5月2日 - 開校式を行う。
- 1924年（大正13年）10月3日 - 現在地に本館（木造2階建）が完成。
- 1925年（大正14年）4月8日 - 前年に完成した本館での授業を開始。
- 1926年（大正15年）9月30日 - 講堂が完成。
- 1927年（昭和2年） - 岐阜県に移管される。
- 1929年（昭和4年）3月18日 - 女子部を設置。
- 1940年（昭和15年）4月1日 - 益田実業学校に改称する。
- 1948年（昭和23年）
  - 4月1日 - 岐阜県立益田高等学校に改称する。
  - 8月1日 - 普通科、農業科を設置。
  - 9月10日 - 定時制（農業科・家庭科）を設置。武儀郡金山分校、下呂分校、小坂分校を設置。
- 1951年（昭和26年）4月1日 - 商業科を設置。
- 1952年（昭和27年）10月30日 - 校舎を新築する。
- 1960年（昭和35年）3月 - 農業科を廃止。
- 1961年（昭和36年） - 講堂兼体育館が完成[注釈 2]学校組合を設立。
- 1962年（昭和37年）3月 - 濃斐分校を廃止。
- 1966年（昭和41年） - 定時制の募集を停止。
- 1974年（昭和49年）3月31日 - 下呂分校を廃止。
- 1975年（昭和50年）3月31日 - 小坂分校を廃止。
- 1976年（昭和51年） - 新校舎（鉄筋コンクリート造）が完成。
- 1983年（昭和58年） - 新体育館が完成。
- 1986年（昭和61年） - 情報処理科を設置。
- 1997年（平成9年） - 事務科の募集を停止。
- 2002年（平成14年） - ビジネス会計科、経営情報科を設置。商業科、経理科、情報処理科の募集を停止
- 2005年（平成17年）4月 - 岐阜県立益田南高等学校と統合し、岐阜県立益田清風高等学校の新設により廃校。校舎は益田清風高等学校萩原校舎となる。
- 2007年（平成19年）4月 - 完全統合により萩原校舎は益田清風高等学校校舎に転用される。

## 著名な卒業生
- 熊﨑勝彦 - 元東京地検特捜部長、元最高検察庁公安部長、第13代プロ野球コミッショナー
- 森本宏 - 元東京地検特捜部長、法務事務次官、元法務省刑事局長
- 鈴木修 - スズキ元相談役。元社長。
- 大前光市 - プロダンサー
- 長田百合子 - 教育評論家